# Daigny
Daigny és un municipi francès situat al departament de les Ardenes i a la regió del Gran Est. L'any 2007 tenia 355 habitants.

## Demografia

### Població
El 2007 la població de fet de Daigny era de 355 persones. Hi havia 132 famílies de les quals 24 eren unipersonals (12 homes vivint sols i 12 dones vivint soles), 36 parelles sense fills, 60 parelles amb fills i 12 famílies monoparentals amb fills.
La població ha evolucionat segons el següent gràfic:
Habitants censats

### Habitatges
El 2007 hi havia 138 habitatges, 129 eren l'habitatge principal de la família, 3 eren segones residències i 7 estaven desocupats. 136 eren cases i 2 eren apartaments. Dels 129 habitatges principals, 106 estaven ocupats pels seus propietaris, 21 estaven llogats i ocupats pels llogaters i 2 estaven cedits a títol gratuït; 6 tenien tres cambres, 29 en tenien quatre i 94 en tenien cinc o més. 83 habitatges disposaven pel capbaix d'una plaça de pàrquing. A 50 habitatges hi havia un automòbil i a 69 n'hi havia dos o més.

### Piràmide de població
La piràmide de població per edats i sexe el 2009 era:
| Homes | Edats   | Dones |
| ----- | ------- | ----- |
| 0     | 95 o +  | 0     |
| 0     | 90 a 94 | 0     |
| 0     | 85 a 89 | 0     |
| 0     | 80 a 84 | 0     |
| 4     | 75 a 79 | 4     |
| 0     | 70 a 74 | 8     |
| 0     | 65 a 69 | 8     |
| 16    | 60 a 64 | 12    |
| 4     | 55 a 59 | 4     |
| 8     | 50 a 54 | 8     |
| 16    | 45 a 49 | 20    |
| 16    | 40 a 44 | 20    |
| 8     | 35 a 39 | 20    |
| 16    | 30 a 34 | 12    |
| 4     | 25 a 29 | 0     |
| 12    | 20 a 24 | 20    |
| 20    | 15 a 19 | 12    |
| 24    | 10 a 14 | 20    |
| 8     | 5 a 9   | 12    |
| 0     | 0 a 4   | 8     |

## Economia
El 2007 la població en edat de treballar era de 248 persones, 178 eren actives i 70 eren inactives. De les 178 persones actives 160 estaven ocupades (89 homes i 71 dones) i 18 estaven aturades (8 homes i 10 dones). De les 70 persones inactives 29 estaven jubilades, 20 estaven estudiant i 21 estaven classificades com a «altres inactius».

### Ingressos
El 2009 a Daigny hi havia 130 unitats fiscals que integraven 367 persones, la mediana anual d'ingressos fiscals per persona era de 16.266 €.

### Activitats econòmiques
Dels 10 establiments que hi havia el 2007, 1 era d'una empresa de fabricació d'altres productes industrials, 1 d'una empresa d'hostatgeria i restauració, 2 d'empreses immobiliàries, 4 d'empreses de serveis, 1 d'una entitat de l'administració pública i 1 d'una empresa classificada com a «altres activitats de serveis».
Dels 2 establiments de servei als particulars que hi havia el 2009, 1 era una perruqueria i 1 agència immobiliària.
L'any 2000 a Daigny hi havia 4 explotacions agrícoles.

## Equipaments sanitaris i escolars
L'únic equipament sanitari que hi havia el 2009 era una ambulància.
El 2009 hi havia una escola elemental.

## Poblacions més properes
El següent diagrama mostra les poblacions més properes.